# Dutch Touring Car Championship
Dutch Touring Car Championship, förkortas DTCC, var ett nederländskt standardvagnsmästerskap, som kördes mellan 1996 och 2002. År 2008 återupplivades mästerskapet för en helg, då två race, under namnet Dutch Touring Car Cup, kördes på Circuit Park Zandvoort. Endast bilar som tävlade i Dutch Touring Car Championship var tillåtna.

## Säsonger
| Säsong                | Mästare         | Team              | Bilmodell            |
| --------------------- | --------------- | ----------------- | -------------------- |
| 1996                  | Frans Verschuur | okänt             | Renault Mégane       |
| 1997                  | Duncan Huisman  | H&P Panorama Team | BMW 320i E36         |
| 1998                  | Donald Molenaar | Renault Nederland | Renault Mégane Coach |
| 1999                  | Cor Euser       | Carly Motors      | BMW 320i E46         |
| 2000                  | Duncan Huisman  | Carly Motors      | BMW 320i E46         |
| 2001                  | Sandor van Es   | Carly Motorsport  | BMW 320i E46         |
| 2002                  | Duncan Huisman  | Carly Motors      | BMW 320i E46         |
| Dutch Touring Car Cup |                 |                   |                      |
| 2008                  | Kevin Veltman   | okänt             | BMW 320i E46         |